# Pablo Marín
Pablo Marín (Logroño, España, 3 de julio de 2003) es un futbolista que juega como centrocampista en la Real Sociedad "B" de la Primera División RFEF. Es hijo del también futbolista Fernando Marín.

## Trayectoria
Nacido en Logroño, se unió al fútbol base de la Real Sociedad en el 2016 tras jugar en el EDF Logroño y Academia Tiki-Taka. Debuta con el equipo C de la Real el 1 de noviembre de 2020 al partir como titular en una derrota por 1-3 frente al Tolosa CF en la extinta Tercera División.
Asciende definitivamente al equipo C en la temporada 2021-22 para jugar en la recién creada Segunda División RFEF, cuarta categoría nacional, anotando su primer gol con el C el 9 de octubre de 2021 en la victoria por 3-1 frente a la UD Mutilvera. El siguiente 19 de diciembre logra su primer doblete en la victoria por 3-2 frente al Peña Sport FC.
Pablo debuta profesionalmente con el equipo B el 8 de enero de 2022 al entrar en la segunda mitad en un empate por 1-1 frente al CD Leganés en la Segunda División.

## Estadísticas

### Clubes
Actualizado al último partido disputado el 3 de octubre de 2024.
| Club                       | Div.          | Temporada     | Liga  | Liga  | Liga   | Copas nacionales | Copas nacionales | Copas nacionales | Copas internacionales | Copas internacionales | Copas internacionales | Total | Total | Total  |
| Club                       | Div.          | Temporada     | Part. | Goles | Asist. | Part.            | Goles            | Asist.           | Part.                 | Goles                 | Asist.                | Part. | Goles | Asist. |
| -------------------------- | ------------- | ------------- | ----- | ----- | ------ | ---------------- | ---------------- | ---------------- | --------------------- | --------------------- | --------------------- | ----- | ----- | ------ |
| Real Sociedad "C" · España | 3.ª           | 2020-21       | 6     | 0     | 0      | —                | —                | —                | —                     | —                     | —                     | 6     | 0     | 0      |
| Real Sociedad "C" · España | 2.ª F         | 2021-22       | 16    | 7     | 0      | —                | —                | —                | —                     | —                     | —                     | 16    | 7     | 0      |
| Real Sociedad "C" · España | Total club    | Total club    | 22    | 7     | 0      | 0                | 0                | 0                | 0                     | 0                     | 0                     | 22    | 7     | 0      |
| Real Sociedad "B" · España | 2.ª           | 2021-22       | 1     | 0     | 0      | —                | —                | —                | —                     | —                     | —                     | 1     | 0     | 0      |
| Real Sociedad "B" · España | 1.ª F         | 2022-23       | 28    | 4     | 2      | —                | —                | —                | —                     | —                     | —                     | 28    | 4     | 2      |
| Real Sociedad "B" · España | 1.ª F         | 2023-24       | 27    | 3     | 2      | —                | —                | —                | —                     | —                     | —                     | 27    | 3     | 2      |
| Real Sociedad "B" · España | Total club    | Total club    | 56    | 7     | 4      | 0                | 0                | 0                | 0                     | 0                     | 0                     | 56    | 7     | 4      |
| Real Sociedad · España     | 1.ª           | 2022-23       | 10    | 0     | 0      | 5                | 0                | 1                | 2                     | 0                     | 0                     | 17    | 0     | 1      |
| Real Sociedad · España     | 1.ª           | 2023-24       | 0     | 0     | 0      | 0                | 0                | 0                | 0                     | 0                     | 0                     | 0     | 0     | 0      |
| Real Sociedad · España     | 1.ª           | 2024-25       | 3     | 0     | 0      | 0                | 0                | 0                | 2                     | 1                     | 0                     | 5     | 1     | 0      |
| Real Sociedad · España     | Total club    | Total club    | 13    | 0     | 0      | 5                | 0                | 1                | 4                     | 1                     | 0                     | 22    | 1     | 1      |
| Total carrera              | Total carrera | Total carrera | 91    | 14    | 4      | 5                | 0                | 1                | 4                     | 1                     | 0                     | 100   | 15    | 5      |